# Vladimír Coufal
Vladimír Coufal (ur. 22 sierpnia 1992 w Ostrawie) – czeski piłkarz, grający na pozycji prawego obrońcy w angielskim klubie West Ham United oraz w reprezentacji Czech. Uczestnik Mistrzostw Europy 2020 i 2024.

## Kariera piłkarska
Swoją karierę piłkarską Coufal rozpoczął Baníku Ostrawa. Następnie został piłkarzem FC Hlučín. W 2010 roku awansował do pierwszego zespołu i 17 września 2010 zadebiutował w nim w drugiej lidze w przegranym 0:2 wyjazdowym meczu z Duklą Praga. W 2012 roku został wypożyczony do SFC Opava, w którym swój debiut zaliczył 3 marca 2012 w zremisowanym 1:1 wyjazdowym spotkaniu z FC Graffin Vlašim. W Opavie grał do końca sezonu 2011/2012.
Latem 2012 Coufal przeszedł do Slovana Liberec. Zadebiutował w nim 23 lutego 2013 w zwycięskim 1:0 domowym meczu z FK Jablonec. W sezonie 2014/2015 zdobył ze Slovanem Puchar Czech.
W lipcu 2018 Coufal został sprzedany za 700 tysięcy euro do Slavii Praga. Swój debiut w Slavii zaliczył 22 lipca 2018 w wygranym 3:0 wyjazdowym meczu z Sigmą Ołomuniec. W sezonie 2018/2019 wywalczył ze Slavią zarówno mistrzostwo, jak i Puchar Czech. Z kolei w sezonie 2019/2020 został z nią mistrzem kraju.
2 października 2020 Coufal został zawodnikiem West Ham United, który zapłacił za niego kwotę 5 milionów euro. W Premier League zadebiutował 4 października 2020 w zwycięskim 3:0 wyjazdowym meczu z Leicesterem City.
| Sezon   | Klub            | Kraj   | Rozgrywki      | Mecze | Gole |
| ------- | --------------- | ------ | -------------- | ----- | ---- |
| 2010/11 | FC Hlučín       | Czechy | 2. Liga        | 14    | 0    |
| 2011/12 | SFC Opava       | Czechy | 2. Liga        | 13    | 1    |
| 2012/13 | Slovan Liberec  | Czechy | 1. Liga        | 10    | 0    |
| 2013/14 | Slovan Liberec  | Czechy | 1. Liga        | 21    | 0    |
| 2014/15 | Slovan Liberec  | Czechy | 1. Liga        | 13    | 0    |
| 2015/16 | Slovan Liberec  | Czechy | 1. Liga        | 27    | 1    |
| 2016/17 | Slovan Liberec  | Czechy | 1. Liga        | 17    | 0    |
| 2017/18 | Slovan Liberec  | Czechy | 1. Liga        | 30    | 2    |
| 2018/19 | Slavia Praga    | Czechy | 1. Liga        | 28    | 3    |
| 2019/20 | Slavia Praga    | Czechy | 1. Liga        | 32    | 3    |
| 2020/21 | Slavia Praga    | Czechy | 1. Liga        | 5     | 0    |
| 2020/21 | West Ham United | Anglia | Premier League | 34    | 0    |

## Kariera reprezentacyjna
Coufal występował w reprezentacji Czech U-21. 11 listopada 2017 zadebiutował w reprezentacji Czech w wygranym 1:0 towarzyskim meczu z Katarem, rozegranym w Dosze. 4 września 2020 w wygranym 3:1 meczu Ligi Narodów ze Słowacją strzelił pierwszego gola w kadrze narodowej.